# Alexander Wang
Alexander Wang (San Francisco, 1983. december 26.–) amerikai divattervező.

## Pályafutása
18 évesen költözött New Yorkba, hogy divattervezést tanulhasson a híres Parsons The New School for Design- ban. Miután 2007-ben a második évében otthagyta az iskolát, bemutatta első saját nevével ellátott női ready-to-wear kollekcióját. A márka menő külvárosi stílust testesít meg, amely a 90-es évek divatjából, a francia eleganciából és a rock grunge stílusjegyeiből inspirálódik – kollekcióinak védjegye hanyag városi sikk. Wang 2009-ben alapította meg második, hétköznapibb ruhákat- leginkább patinásított pamut pólókat, topokat és pólóruhákat – áruló, „T by Alexander Wang” néven futó márkáját. Szintén ekkor hozta létre önálló cipő és kiegészítő kollekcióját is. 2008-ban elnyerte a CFDA és a Vogue Fashion Fund közös díját ez a kitüntetés 200 000$-os pénzjutalommal jár együtt melynek célja, hogy a fiatal tervezők üzleti lehetőségeit segítse . A nevével fémjelzett márkák mára világszerte olyan luxusáruházak kínálatában szerepelnek, mint például a Barneys New York, Neiman Marcus, Bergdorf Goodman, Dover Street Market, Browns, Otte és a Selfridges.
Wang leginkább határozott vonalvezetésű férfias jegyekkel rendelkező tervezői stílusáról ismert. Miután 2008-as őszi téli kollekciójában a fekete volt az uralkodó szín , 2009-es tavaszi kollekciójában az olyan színek domináltak, mint például a narancssárga, a levendula, égkék és az élénk rózsaszín ezt a látványos változás lényegében Wang válasza volt az egysíkú színhasználat miatti kritikákra „Színeket akartak, színeket kaptak”. Habár a későbbiekben visszatért a fekete alapanyagok nagymértékű használatához, szabász tehetségért rengeteg elismerést kapott .

## Élete
Alexander Wang 1983-ban született San Franciscióban. Szülei tajvani származású amerikaiak . Fiatal korában részt vett nyári design programokon. A középiskolát a Drew School-ban és a Stevenson School-ban Kaliforniában végezte.

## Karrier
Első teljes női kollekcióját 2007-ben tervezte, ekkor világszerte több mint 200 disztributor kezdte el árulni a kollekció darabjait . 2008-ban a Council of Fashion Designers of America in Women's Wear jelölte a Vogue magazinnal közös 200 000$ anyagi támogatással járó díjára amit meg is nyert . A díjjal együtt kivívta a divatszakma elismerését is. A Vogue USA külön cikket („The Aluminati”) szentelt neki 2010 Novemberi számában 2008-as sikerének apropóján. 2009-ben tervezőtársai kétszer is elismerésüket fejezték ki Wang munkája iránt amikor neki ítélték Swarovski Womenswear Designer of the Year nagydíját illetve a Swiss Textiles Award-ot. 2010-ben ismét sikert aratott a Swarovski Designer of the Year Awardon ekkor a Kiegészítő kategóriában ismerték el.
2011 február 17-én nyitotta meg első önálló boltját New York SoHo negyedében . A bolt egy a pénzügyi válság miatt megszűnt design üzlet helyén nyílt. Azzal, hogy az Alexander Wang már ekkor kultikus és világszerte népszerű márkájának első boltját itt nyitotta sokat segített a válság miatt nehéz helyzetbe került fontos kulturális és divat központnak számító városrészen .
2012 November 29. A Women’s Wear Daily közölte, hogy Alexander Wang-ot nevezték ki a Balenciaga divatház élére miután az addigi kreatív igazgató Nicolas Ghesquière szerződést bontott a divatházat birtokló, PPR csoporttal . Wang első kollekcióját a Balencagánál 2013 február 28-án mutatta be.

## Botrányok
Alexander Wangot 2012 márciusában 50 millió $-ra perelte a Manhattani üzemében dolgozó 8 munkás azzal a váddal, hogy Wang embertelen körülmények között dolgoztatta őket , és miután egyikük panaszt tett a cég azonnal elbocsájtotta. A tervező képviselői a vádakat teljes mértékben elutasították.
A vádak ellenére SoHo-beli boltjának sikerén felbuzdulva Wang 15 új saját üzlet megnyitását tervezi a közeljövőben.
A The U.S. Sun, a brit The Sun amerikai kiadványa megszellőztette, hogy Wangot több meleg, illetve transzvesztita modell szexuális abúzussal vádolja és általában is "közismerten" szexuális ragadozóként viselkedik partijain.

## Fordítás
- Ez a szócikk részben vagy egészben  az   Alexander Wang című angol Wikipédia-szócikk fordításán alapul.  Az eredeti cikk szerkesztőit annak laptörténete sorolja fel. Ez a jelzés csupán a megfogalmazás eredetét és a szerzői jogokat jelzi, nem szolgál a cikkben szereplő információk forrásmegjelöléseként.